# Ameromyia tendinosa
Ameromyia tendinosa är en insektsart som först beskrevs av Gerstaecker 1894.  Ameromyia tendinosa ingår i släktet Ameromyia och familjen myrlejonsländor. Inga underarter finns listade i Catalogue of Life.